# Ленартс, Констант
Констант Ленартс (нидерл. Constant Lenaerts; 9 марта 1852, Антверпен — 20 марта 1931, Антверпен) — бельгийский дирижёр. Основатель музыкальной династии, отец Франса Ленартса и Хуго Ленартса.

## Биография
Окончил Антверпенскую консерваторию, ученик и прямой продолжатель Петера Бенуа. В возрасте 19 лет стал дирижёром Фламандской оперы в Антверпене. Преподавал в Антверпенской консерватории, с 1889 г. руководил в городе серией Народных концертов (нидерл. Volksconcerten). Как композитор наибольшего успеха добился с кантатой для хора и оркестра «Триумф света» (нидерл. De triomf van't licht; 1890). Ему принадлежат также оперы «Паризина», «Ролла», «Гамлет», вокальные и хоровые сочинения.
Похоронен на антверпенском кладбище Схонселхоф.